# Angelica venenosa
Angelica venenosa là một loài thực vật có hoa trong họ Hoa tán. Loài này được (Greenway) Fernald mô tả khoa học đầu tiên năm 1943.

## Hình ảnh

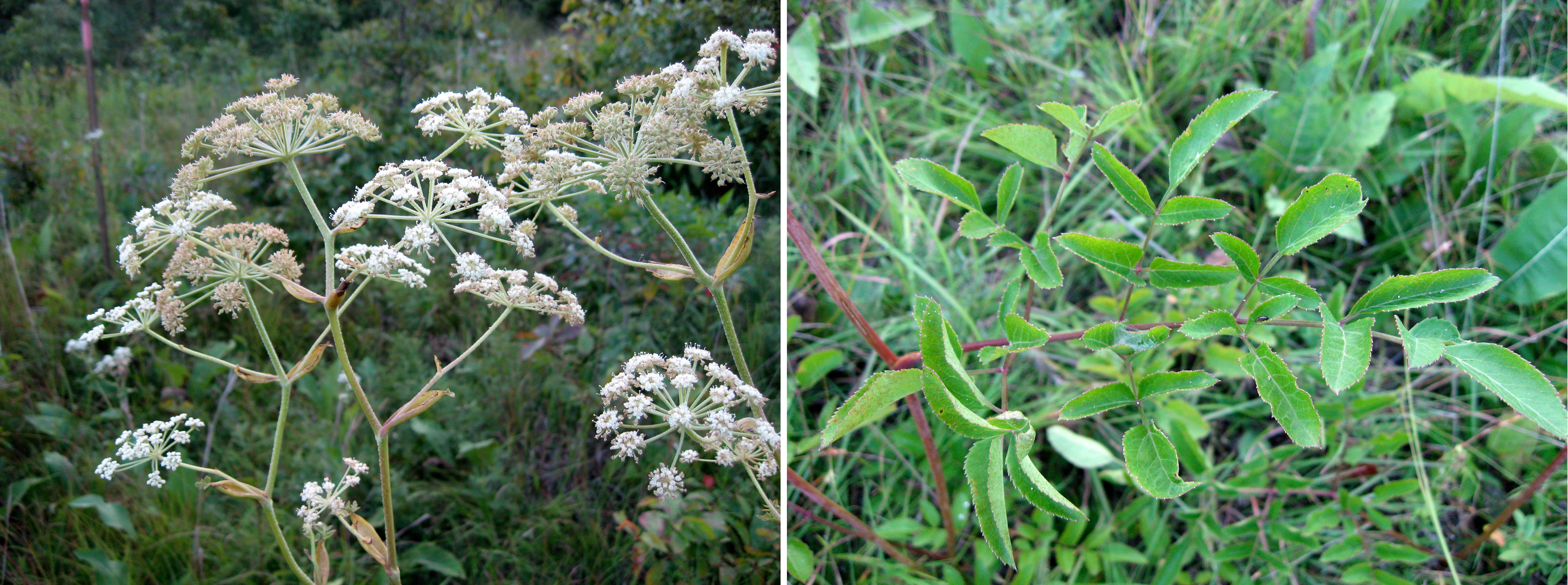
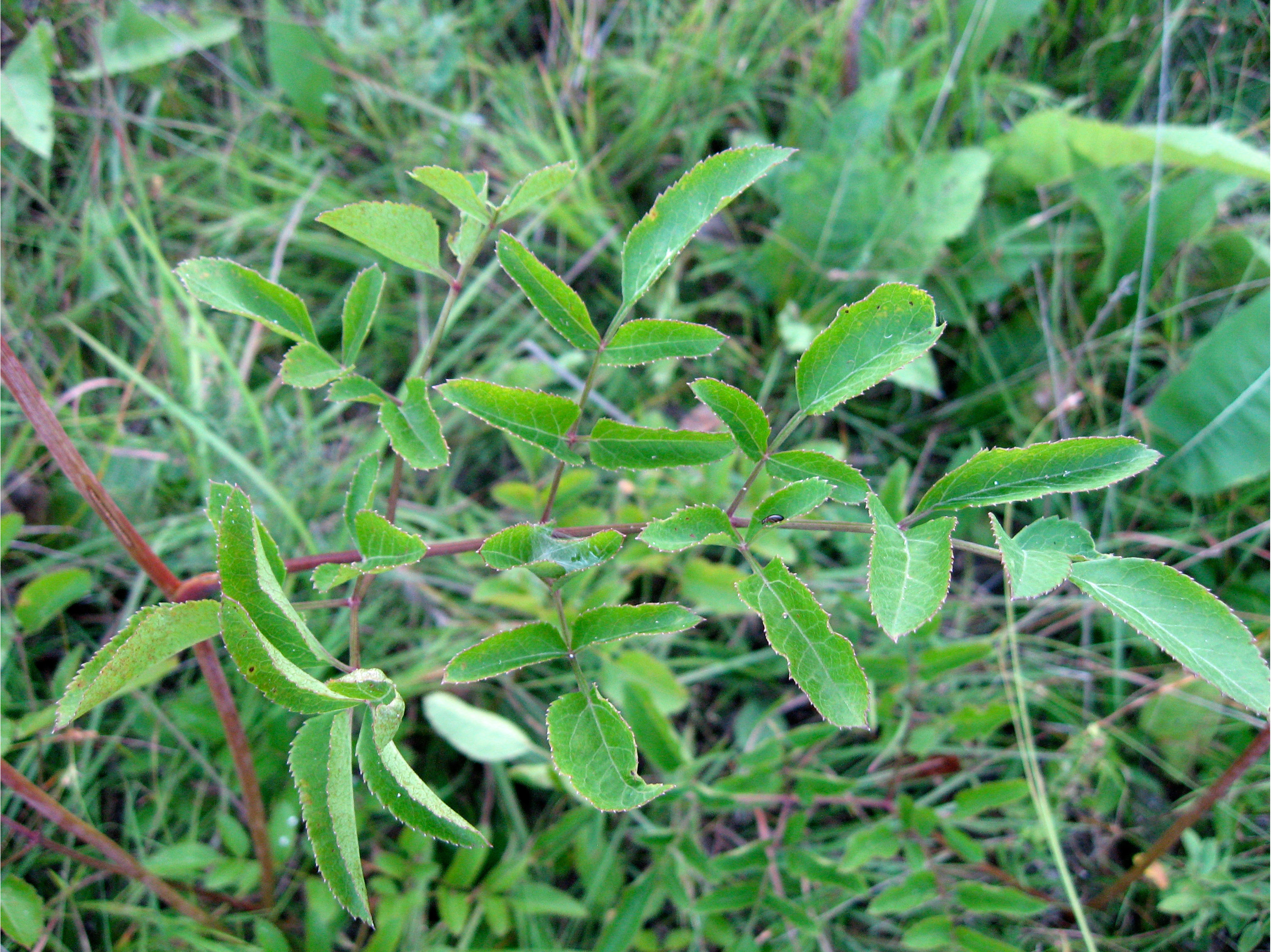
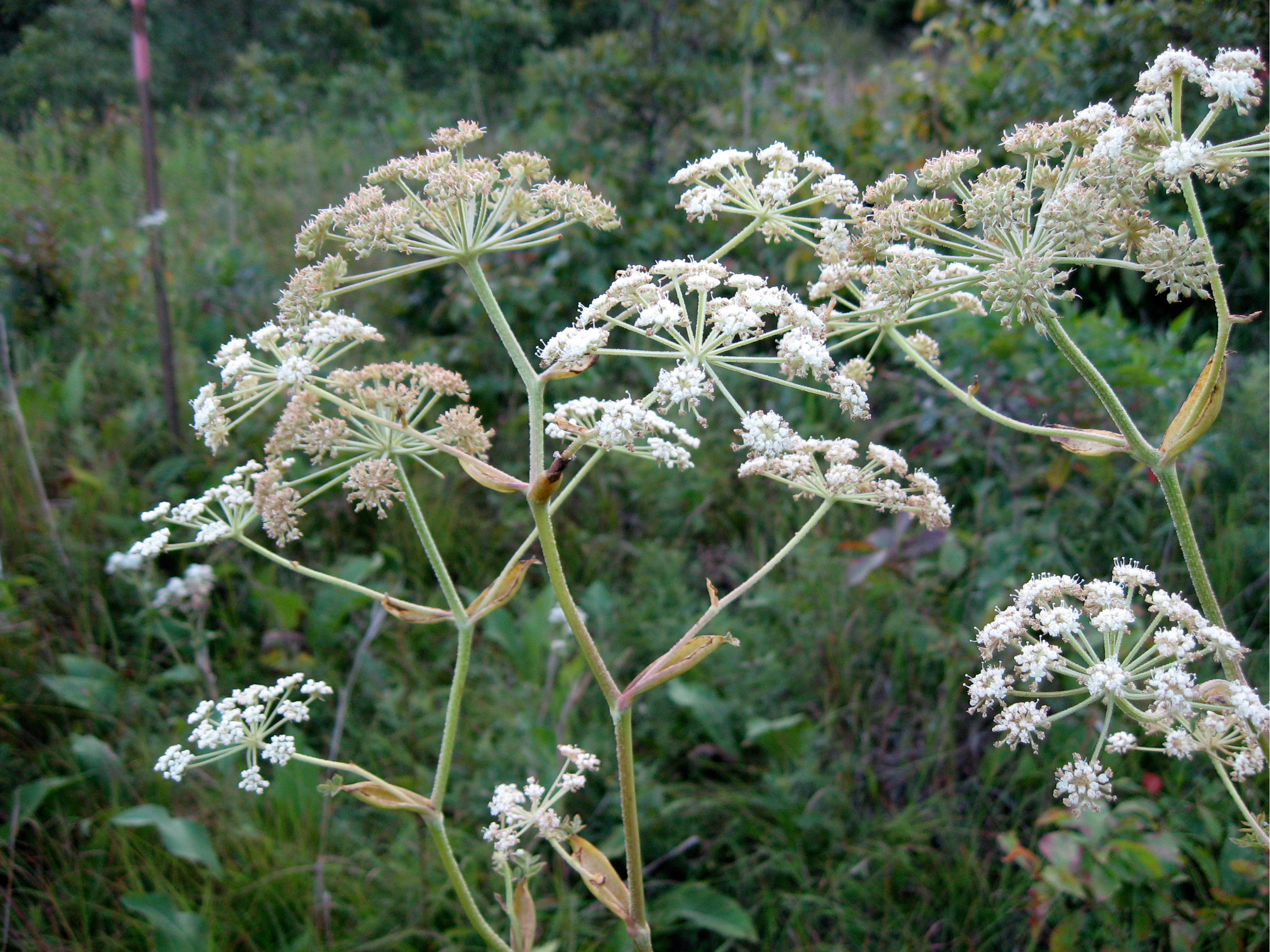
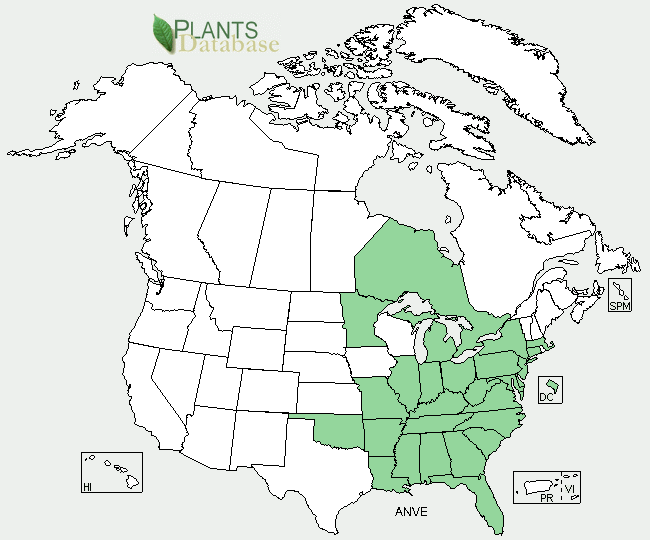